# 鳥谷部茂
鳥谷部 茂（とりやべ しげる、1952年11月23日 - ）は、日本の法学者・弁護士。法学博士（筑波大学）。専門は民事法。広島大学名誉教授。広島市消費者審議会会長、広島県収用委員会会長。

## 来歴・人物
1976年に法政大学法学部法律学科を卒業後、筑波大学大学院社会科学研究科 法学専攻へと進学し、1981年博士課程を修了。同年から近畿大学法学部の非常勤講師を務め、1987年、独ハイデルベルク大学へ赴く。同年に近畿大学法学部助教授となる。
1991年に広島大学へ着任し、法学部助教授となると同時に広島大学大学院社会科学研究科法律学専攻の教員を担当する。その翌年から広島大学法学部教授。
2004年より、同大学大学院法務研究科（法科大学院）教授、2007年からは同大学大学院社会科学研究科法政システム専攻政策法務講座主任を担当。
放送大学広島学習センターの客員研究員を務めた後、2018年に定年により退職。広島大学名誉教授となる。同年に、広島県弁護士会において弁護士登録。

## 社会的活動
- 1993年 - 東広島市公文書公開審査会委員
- 1994年 - 西条第一土地区画整理審議会委員、広島県消費者苦情処理委員会委員
- 1995年 - 広島県公務災害補償等認定委員会委員
- 1996年 - 広島県公文書公開審査会委員
- 1999年 - 広島欠陥住宅問題研究会代表、消費者契約法を考える市民ネットワーク・広島代表幹事
- 2001年 - 広島県加計町情報公開審査会委員
- 2003年 - 広島県住宅管理審議会委員
- 2006年 - 国土交通省中国地方整備局・入札監視委員会委員
- 2010年 - 広島大学生活協同組合理事、広島県収用委員会委員、科学研究費委員会第一段階審査委員
- 2013年 - 広島県土地利用審査委員会委員
- 2014年 - 交通事故紛争処理センター審査員
- 2015年 - 広島県消費生活審議会委員、広島県公共工事入札監視委員会委員
- 2017年 - 広島市消費者審議会会長、広島県収用委員会会長

## 所属学会
比較法学会理事、日本消費者法学会理事などを歴任し、現在は日本土地法学会会長、中国法政学会代表を務める。上記以外にも、日本私法学会、日本法社会学会、信託法学会、比較法学会、金融法学会、農業法学会、日本消費者法学会などに所属。

## 著作等

### 単著・共著
- 『担保物権法』法律文化社、1991年
- 『債権総論』青林書院、1992年
- 『民法 I』日本評論社、1994年
- 『ホーンブック民法II 物権法』北樹出版、1996年
- 『導入対話による民法講義』不磨書房、2001年
- 『演習ノート民法総則・物権法』法学書院、2001年
- 『マルシェ物権法・担保物権法』嵯峨野書院、2002年
- 『消費者法』大学教育出版、2003年
- 『非典型担保の法理』信山社、2009年
- 『現代民事法改革の動向III』成文堂、2009年
- 『はじめての環境法』嵯峨野書院、2013年
- 『ツーステップ民法 I 総則』信山社、2015年
- 『『金融担保の法理 学術選書 民法』』信山社、2016年